# 守口市立大久保中学校
守口市立大久保中学校（もりぐちしりつ おおくぼ ちゅうがっこう）は、大阪府守口市にある公立中学校。
京阪本線 大和田駅の北、約1.7kmに位置する。守口市大久保町の2丁目、4丁目、5丁目、藤田町の2丁目から6丁目まで、東町の1丁目と2丁目に住む生徒が通う中学校である。この通学区域は同じ大久保町にある守口市立よつば小学校（2016年4月1日に守口市東小学校と守口市大久保小学校を再統合し開校）の通学区域と同じである。
2014年度の生徒数は、11の普通学級に375名、4つの特別支援学級に9名で、全15学級384名である。

## 沿革
- 1973年（昭和48年） - 守口市立梶中学校より分離し開校